# 竹千代通り

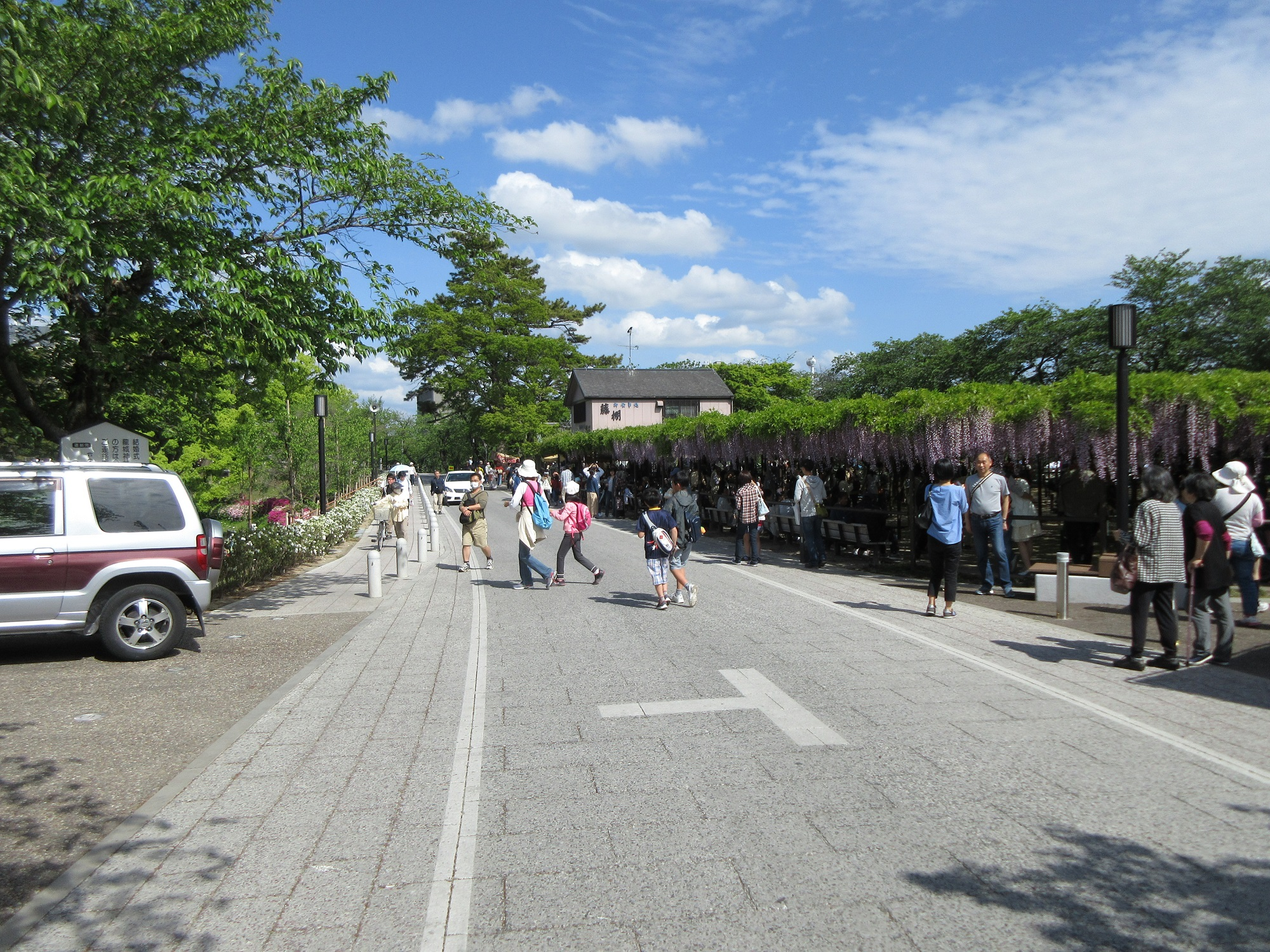
竹千代通りの西端、竹千代橋付近

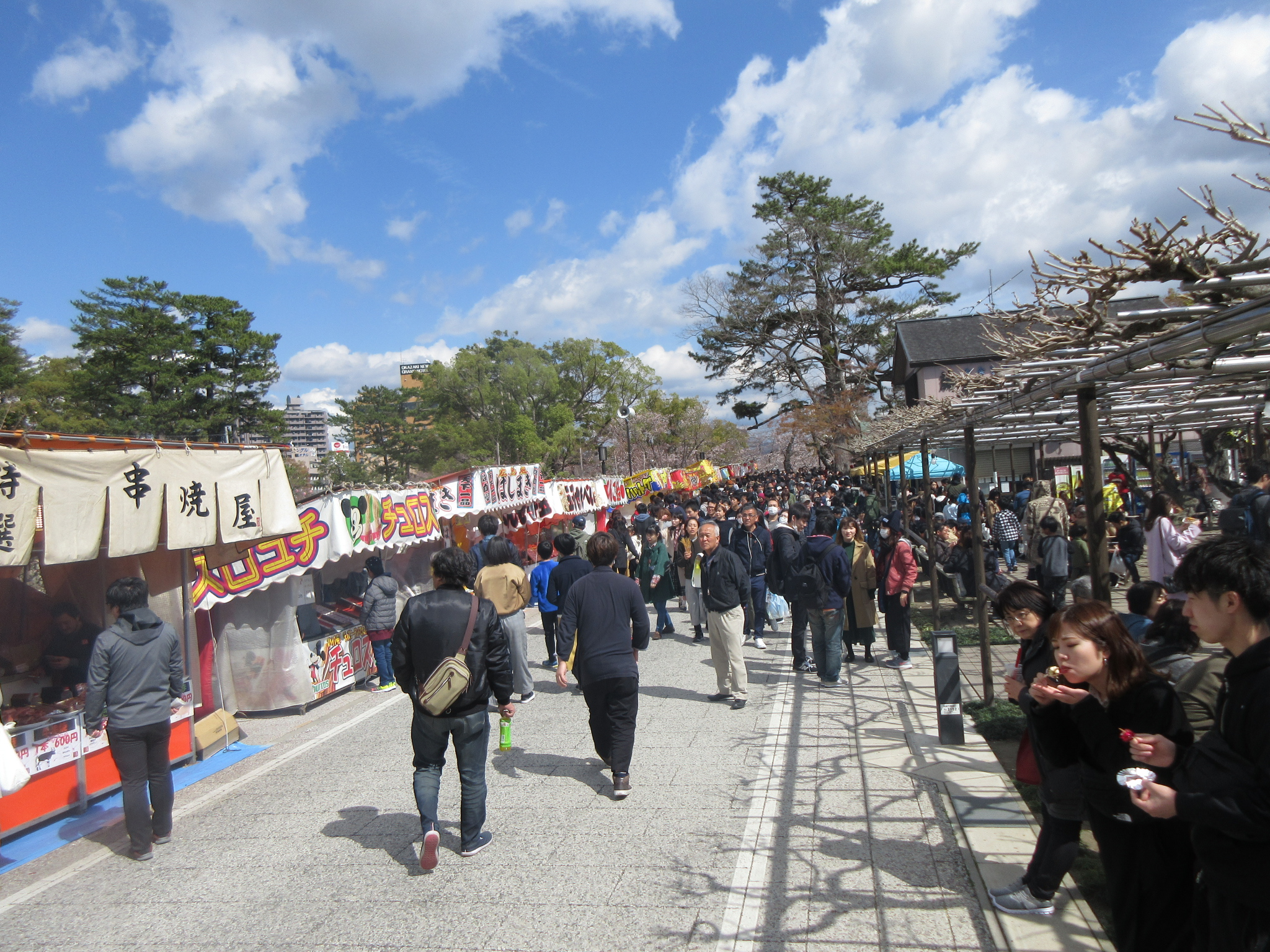
桜まつり開催時の竹千代通り

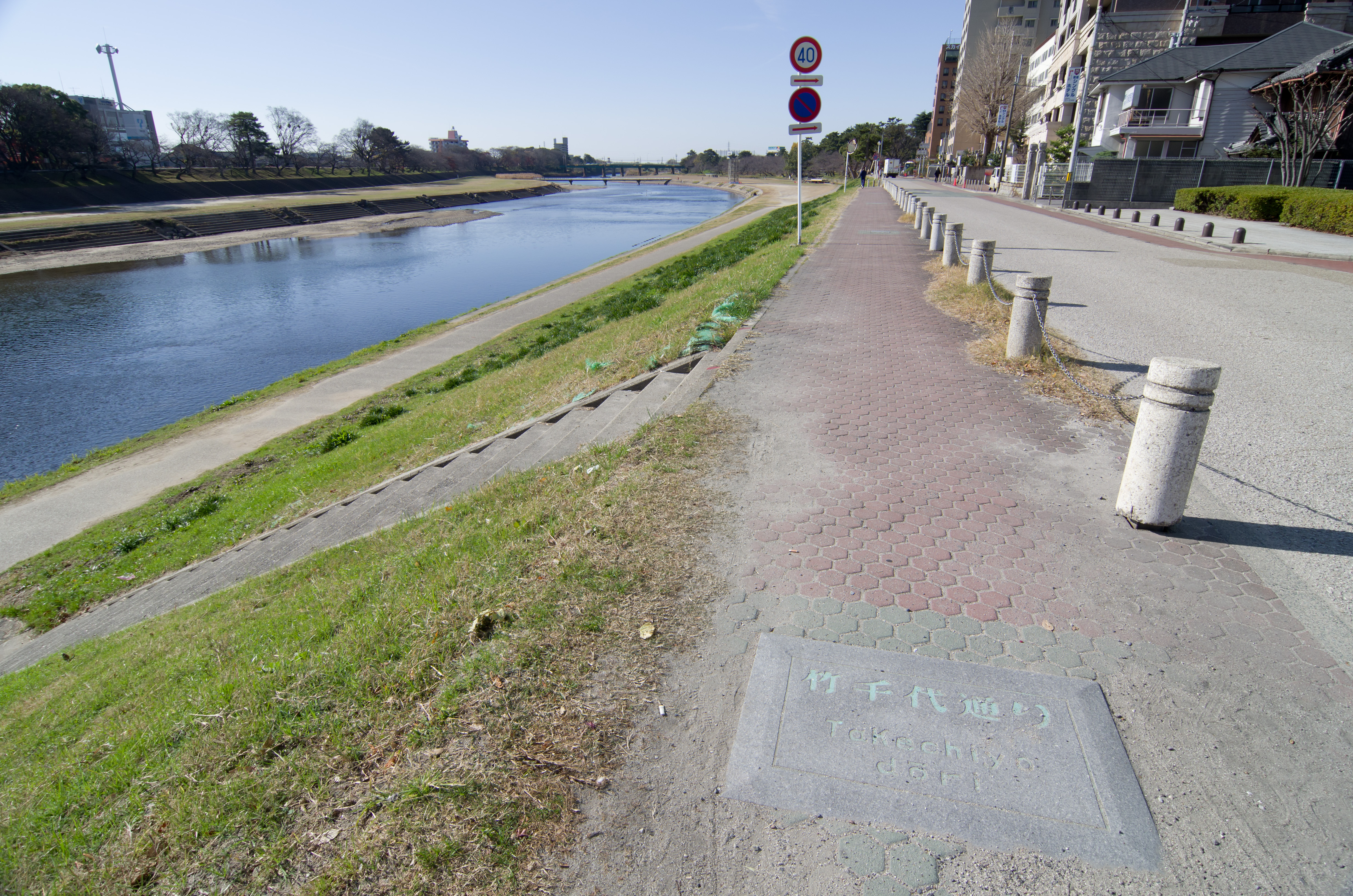
竹千代通りの東端。菅生川の対岸の道路は城見通り

竹千代通り（たけちよどおり）とは、愛知県岡崎市にある岡崎公園を通る道路の通称名である。菅生川（乙川）の北岸沿いを通る。

## 概要
竹千代とは、安祥松平家、徳川将軍家の世子の幼名をいうが、ここではとくに徳川家康の幼名を指す。岡崎城で出生した徳川家康の幼名にちなんで付けられた愛称道路（市道）である。
竹千代通りにはかつて菅生川の河川敷に御用土場（船着場）があり、三河湾から矢作川に入り岡崎城まで往来する舟運で栄えた。「五万石でも岡崎さまは、お城下に船が着く｣と歌われたほどである。土手に五万石船のモニュメントがある。現代では乙川の水量が減り、荷積みの船を渡すことは困難である。例年4月頃の岡崎桜まつりの時期には観光として遊覧船を楽しむことができる。
明大寺本町から八帖町・矢作橋方面に行く際に、国道1号の康生通南交差点を経由せずに、竹千代通りを抜け道として通行する自動車・原付が多い（とくにタクシーの通行が目立つ）。
例年8月初旬に行われる花火大会では、岡崎警察署が岡崎ニューグランドホテル付近に警備隊本部を構え、事故等の発生を警戒している。
春は桜と藤を楽しむことができる名所になる。
2015年10月から2016年3月にかけて「乙川プロムナード整備工事」が行われ、全面石畳風舗装に変わった。「半たわみ性舗装｣を採用し、デザインカッターにより目地が設けられた。また、木目調ベンチ付ポール灯やボラード灯など、岡崎城下の堤防道路として景観が図られた。

## 行事
- 岡崎さくら祭り（例年4月1日から4月15日）
- 五万石藤まつり（例年4月20日から5月5日）
- 将棋まつり（例年4月末、岡崎公園内）
- 岡崎観光夏まつり花火大会（例年8月の第1土曜日）[3]

## 交通規制
- 各イベントの際には岡崎警察署長による交通規制が実施される。雑踏事故の発生を警戒する雑踏警備員や警察官の指示に従い、自動車・原付は迂回し、歩行者は立ち止まったり通行が禁止されている場所に進入しないようにする。
- 平常時はとくに駐車禁止の規制に重点が置かれる。

## 通行上の注意
- 平常時は通勤・通学の自転車や岡崎公園を散歩する歩行者が多い。竹千代通りには一部区間を除き路側帯と歩道がないので、自動車のすれ違いには注意し、通行する車両は十分に徐行する必要がある。

## 接続する路線
- 愛知県道483号岡崎幸田線（電車通り）（幸田町、岡崎市：殿橋北交差点）

## 沿線・周辺
- 岡崎公園（岡崎城、龍城神社、三河武士のやかた家康館、藤棚、竹千代橋）
- 菅生神社
- 岡崎ニューグランドホテル
- 殿橋
- 乙川噴水